# Ignacio Zaragoza 4ta. Sección
Ignacio Zaragoza 4ta. Sección är en ort i Mexiko.   Den ligger i kommunen Comalcalco och delstaten Tabasco, i den sydöstra delen av landet, 600 km öster om huvudstaden Mexico City. Ignacio Zaragoza 4ta. Sección ligger 9 meter över havet och antalet invånare är 349.
Terrängen runt Ignacio Zaragoza 4ta. Sección är mycket platt. Runt Ignacio Zaragoza 4ta. Sección är det ganska tätbefolkat, med 179 invånare per kvadratkilometer. Närmaste större samhälle är Comalcalco, 11,5 km sydost om Ignacio Zaragoza 4ta. Sección. Trakten runt Ignacio Zaragoza 4ta. Sección består till största delen av jordbruksmark.